# Oops!… I Did It Again (píseň)
Oops!… I Did It Again (Ups, udělala jsem to zase) je první píseň ze stejnojmenného alba Američanky Britney Spears, který vyšel v roce 2000.

## Informace o písni
Píseň napsal a produkoval Max Martin a Rami. Tato taneční píseň má po textové stránce ukázat tu nebezpečnější část Britney tím, že má přítele, se kterým si v písni jen tak hraje. Tato píseň je jedna z nejvíce charakterizujících tuto zpěvačku a stala se jednou z jejích nejúspěšnějších v kariéře.
Fráze Oops!I Did It Again se vžila i mezi lid a stala se jednou z nejužívanějších a nejoblíbenějších v médiích i mezi lidmi. Píseň je také malou předzvěstí sexuální image Britney Spears.
Píseň byla také parodována finskou metalovou skupinou Children of Bodom ve stejnojmenném singlu Oops!… I Did It Again. Folkrockový hudebník Richard Thompson vydal coververzi písně na svém albu 1000 Years of Popular Music.

## Videoklip
Video se natáčelo ve studiu v Kalifornii a natáčel jej opět režisér Nigel Dick, který si pohrál s myšlenkou života na Marsu. Mimo Britney, která je oděna do červeného přiléhavého oblečku je společně s ní v hlavní roli i kosmonaut, který se do ní ve videoklipu zamiluje a věnuje ji náhrdelník (ten, který se objevuje i ve filmu Titanic)

## Nominace o ocenění
Píseň si vysloužila několik nominací, ale žádnou neproměnila v cenu. Britney se ani protentokrát nedočkala vysněné Grammy, na kterou byla už podruhé neúspěšně nominována.
Videoklip se natáčel v Kalifornii ve filmových studiích Universalu a utahuje si z filmu "Titanic", kdy Britney od astronauta svého srdce dostává náhrdelník a říká: "A já si myslela, že ho ta stará paní na konci hodila do oceánu."
Samotné natáčení nepatří k těm, které bude zpěvačka s nadšením líčit svým vnoučatům. Červený latexový obleček jí byl natolik těsný, že podle svých slov během natáčení trpěla jako pes, navíc všudypřítomné horko z reflektorů jí na spokojenosti také nepřidalo. Aby toho nebylo málo, jako suvenýr do dalších let si odnesla z natáčení čtyři stehy na hlavě, protože jí na hlavu spadla jedna z kamer.
| Rok  | Ocenění                         | Kategorie                    | Výsledek |
| ---- | ------------------------------- | ---------------------------- | -------- |
| 2000 | MTV Video Music Awards          | Nejlepší ženský videoklip    | Nominace |
| 2000 | MTV Video Music Awards          | Nejlepší popový videoklip    | Nominace |
| 2000 | MTV Video Music Awards          | Cena diváků                  | Nominace |
| 2001 | Grammy Awards                   | Nejlepší ženská popová píseň | Nominace |
| 2001 | Nickelodeon Kids' Choice Awards | Nejoblíbenější píseň         | Nominace |

## Hitparádové úspěchy
V USA se Britney opět vrátila do TOP 10 a zažila zde s písní velké žně. V mezinárodním měřítku si vedl ještě lépe, neboť obsadila téměř ve všech prestižních hitparádách první místo.

## Umístění ve světě
| Hitparáda             | Umístění |
| --------------------- | -------- |
| USA Billboard Hot 100 | 9        |
| Austrálie             | 1        |
| Argentina             | 1        |
| Rakousko              | 2        |
| Belgie                | 3        |
| Kanada                | 4        |
| Nizozemsko            | 1        |
| Finsko                | 2        |

| Hitparáda         | Umístění |
| ----------------- | -------- |
| Francie           | 4        |
| Německo           | 2        |
| Itálie            | 1        |
| Indonésie         | 1        |
| Japonsko          | 67       |
| Lotyšsko          | 1        |
| Mexiko            | 1        |
| Nový Zéland       | 1        |
| Norsko            | 1        |
| Filipíny          | 1        |
| Švédsko           | 1        |
| Švýcarsko         | 1        |
| Tokio             | 3        |
| Velká Británie    | 1        |
| Světová hitparáda | 1        |

| Prodejnost | Počet   |
| ---------- | ------- |
| Celkem     | 765,000 |